# 阿馬瓦
阿馬瓦（英語：Amaua）是美屬薩摩亞圖圖伊拉島東南部的一座村莊，位於阿萊加和法加伊圖阿之間的法加伊圖亞灣北岸。
2011年1月，阿馬瓦市長普萊努·特洛伊·菲亞伊被發現在自家中藏有大麻後被警方拘留。
截至2010年，阿馬瓦的人口教育程度中高中畢業率為 94.8%，是美屬薩摩亞之村莊中最高的。